# Torey L. Hayden
Torey Lynn Hayden (eigentlich Victoria Lynn Hayden; * 21. Mai 1951 in Livingston, Montana) ist eine US-amerikanische Autorin und Psychologin.

## Leben
Hayden wurde 1951 in Montana geboren. Sie besuchte die Billings Senior High School in Billings, Montana. Den Abschluss Bachelor of Arts erreichte sie am Whitman College, Walla Walla, in den Fächern Biologie und Chemie. Den Master of Science absolvierte sie an der Montana State University in Sonderpädagogik. Einen Doktoranden-Studiengang begann sie in Schulpsychologie und Sonderpädagogik, schloss ihn aber nicht ab.
1980 zog Hayden nach Wales und heiratete 1982 heiratete einen Schotten. Ihre Tochter Sheena, mit der sie zurzeit auf einer Farm in Schottland lebt, wurde 1985 geboren.
Hayden arbeitete zunächst als Hilfslehrkraft und später als Sonderschullehrerin an einer Schule für verhaltensgestörte und lernbehinderte Kinder. Sie war auch als Privatdozentin für Psychiatrie und Sonderpädagogik und Forschungs-Koordinatorin sowie als Kinder-Psychologin und Missbrauchs-Beraterin tätig.
Sie entwickelte eine Methode zur Behandlung von Mutismus (Stummheit bei vorhandener Sprachfähigkeit) und erlangte durch die spannende Fallschilderung „ihrer“ Kinder international große Aufmerksamkeit.
In ihrer Heimat und in Europa zählt sie zu den bekanntesten und erfolgreichsten Autorinnen des psychologischen Sachbuchs.

## Schriften
- 1980 One Child (Sheila)
- 1981 Somebody Else's Kids (Bo und die anderen)
- 1983 Murphy's Boy (auch veröffentlicht als „Silent Boy“)  (Kevin – der Junge, der nicht sprechen wollte)
- 1984 The Sunflower Forest (nicht ins Deutsche übersetzt)
- 1988 Just Another Kid (Kein Kind wie die anderen)
- 1991 Ghost Girl (Jadie)
- 1995 The Tiger's Child (Meine Zeit mit Sheila)
- 1998 The Mechanical Cat (OVERHEARD IN A DREAM) (nicht ins Deutsche übersetzt)
- 2002 Beautiful Child (Hörst du mich, Venus?)
- 2003 The Very Worst Thing (nicht ins Deutsche übersetzt)
- 2005 Twilight Children (Weil ich ein Alien bin – zwei Kinder auf ihrem Weg durch die Therapie)
- 2009 Ziji or The puppy who learned to meditate (nicht ins Deutsche übersetzt)
- 2011 Innocent Foxes (nicht ins Deutsche übersetzt)

Die angegebenen Erscheinungsjahre beziehen sich auf die amerikanischen Erstausgaben.
Das Buch „Hörst du mich, Venus?“ befasst sich am stärksten mit dem Thema Mutismus. Torey L. Hayden versucht, eine traumatisierte Siebenjährige von der Vergangenheit zu lösen und sie in die Zukunft zu begleiten.